# The Ghost of Ohio
The Ghost of Ohio è il secondo album in studio da solista del cantante statunitense Andy Black, pubblicato nel 2019.

## Tracce
1. Introduction: Resurrection – 2:28
2. The Promise – 3:33
3. Westwood Road – 3:02
4. Know One – 2:40
5. Soul Like Me – 3:28
6. The Wind & Spark – 3:33
7. Ghost of Ohio – 3:25
8. Heroes We Were – 4:18
9. Feast or Famine – 3:42
10. Heaven – 3:41
11. The Martyr – 2:47
12. Fire in My Mind – 3:32